# Klaus Stelzer
Klaus Stelzer (* 6. August 1930 in Stuttgart; † 12. März 2013) war ein deutscher Physiker und Professor an der Goethe-Universität Frankfurt am Main.

## Leben
Stelzer studierte ab dem Wintersemester 1950/1951 Physik an der Eberhard-Karls-Universität Tübingen und wurde dort Mitglied der Tübinger Burschenschaft Derendingia. Sein Studium setzte er an der Universität Zürich und der Universität Stuttgart fort. Seine Diplomarbeit legte er am Hochspannungslabor Hechingen des Max-Planck-Instituts für Physik der Stratosphäre ab. 1957 erhielt er sein Diplom in Physik.
Von 1957 bis 1958 wirkte er am Aufbau und der Inbetriebnahme des Forschungsreaktors Frankfurt mit und wurde zum Beauftragten für die technische Sicherheit des Reaktors ernannt. 1964 promovierte er mit einer Arbeit über das dynamische Verhalten von Kernreaktoren zum Dr. rer. nat. Die Habilitation mit einer Arbeit über die Struktur schwerer Kerne erfolgte 1969.
1972 wurde er als ordentlicher Professor an das Institut für Kernphysik der Universität Frankfurt berufen. Von 1973 bis 1974 war Stelzer Gastprofessor an der Duke University Durham, USA.
Seine Forschungsschwerpunkte waren Kernstrukturuntersuchungen am Forschungsreaktor Frankfurt und am Van-de-Graaff-Beschleuniger mit Entwicklung experimenteller Methoden der Gamma- und Neutronenspektroskopie.
1995 wurde er pensioniert.

## Schriften
- Vergleichende Untersuchungen über das Vorkommen von dunklen Zellen im Spinalganglion. Berlin, 1953.
- Bildung von radiolytischen Blasen und ihr Einfluß auf das dynamische Verhalten von Wasserkocher-Reaktoren. Frankfurt, 1964.